# Ізоетопсиди
Ізоетопсиди (Isoetopsida, деколи, Selaginellopsida) — клас підрозділу плауноподібні судинних рослин.

## Поширення
Рід об'єднує рослин, що поширені по всій земній кулі з найбільшою різноманітністю у тропіках.

## Опис
Члени є гетероспорними і мають відмітний придаток, лігулу, на верхній стороні листа біля основи. На відміну від рівноспорових плауновидних, цей клас включає лише різноспорові форми. Гаметофіти у них різностатеві, різні за розмірами і дуже редуковані. Рослини часто мають ризофори та язички.

## Класифікація
До цього класу належать порядки: Плаункові, або Селягінелові, Лепідодендровні і Молодильникові, причому Лепідодендровні повністю вимерли, а два інші порядки представлені у флорі Землі і нині.
- Isoetales
- Lepidodendrales(інші мови)†
- Pleuromeiales(інші мови)†
- Selaginellales